# Фонтен на Соми
Фонтен на Соми (фр. Fontaine-sur-Somme) насеље је и општина у североисточној Француској у региону Пикардија, у департману Сома која припада префектури Абевил.
По подацима из 2011. године у општини је живело 542 становника, а густина насељености је износила 35,7 становника/km². Општина се простире на површини од 15,18 km². Налази се на средњој надморској висини од 11 метар (максималној 102 m, а минималној 7 m).

## Демографија
| 1962. | 1968. | 1975. | 1982. | 1990. | 1999. | 2011. |
| ----- | ----- | ----- | ----- | ----- | ----- | ----- |
| 449   | 456   | 448   | 401   | 434   | 469   | 542   |

График промене броја становника у току последњих година